# 彼得·范登霍亨班德
彼得·科内利斯·马丁·范登霍根班德（荷蘭語：Pieter Cornelis Martijn van den Hoogenband，荷蘭語發音：[ˈpitɛr vɑn dən ˈɦoːɣə(m)ˌbɑnt]，1978年3月14日—），出生於馬斯特里赫特，荷蘭男子游泳選手，為3次奧運金牌得主。霍根班德曾經同時是男子100米自由泳的世界及奧運紀錄保持者，成績為47秒84，直到2008年法國選手阿兰-伯纳德（Alain Bernard）以47.50秒的成績打破霍根班德保持達8年的世界紀錄。

## 生涯

### 運動員生涯
霍亨班德成長于靠近北布拉班特省埃因霍温的海尔德罗普（Geldrop）镇，曾經效力於PSV埃因霍温俱樂部。他的父親是這個俱樂部的職業足球隊的隊醫，母親則曾經奪得歐洲錦標賽800米自由泳銀牌。在1993年時，彼得·雲迪賀根班在歐洲青年奧林匹克節中表現良好，這是他第一次展露頭角。
在亞特蘭大奧運之前，當時荷蘭隊的教練，也是彼得·雲迪賀根班的母親阿斯特利德·雲迪賀根班（Astrid van den Hoogenband）對於代表荷蘭的游泳選手感到不安，因為她感覺到他們雖然有許多潛能，但是缺乏足夠的支持而無法發揮出來。她於是請求丈夫賽斯（Cees）採取行動，借由他的專業來獲得巨大的影響。在阿斯翠威脅將排除霍亨班德於游泳隊之外後，賽斯於是創立一個小型的基金會，並匯集20位發起人，每位都贊助2,500美元來為一位游泳隊的訓練師提供資金。荷蘭游泳隊最後與Philips、Nike與Speedo簽訂了契約。足夠的資金提供他們在埃因霍温（Eindhoven）開設一間游泳學校。
霍亨班德首次在國際上的突破是在1996年亞特蘭大奧運上，雖然當時他僅有18歲，不過霍亨班德在100米及200米自由泳最後皆獲得第4名的成績。
他在1999年里斯本歐洲錦標賽贏得6枚金牌後，霍亨班德於是成為2000年雪梨奧運奪得金牌的熱門人選之一，不過他的對手是非常優秀的。在200米自由泳中，他面對到澳大利亞的游泳選手伊恩·詹姆斯·索普，索普則被人們看好可以在家鄉奪冠。在準決賽中，霍亨班德創造了新的世界紀錄，但是索普的成績僅僅落後他0.02秒。在競爭激烈的決賽中，霍亨班德追平了他在準決賽中創造的紀錄而擊敗了索普，並奪得金牌。霍亨班德在100米自由泳準決賽中再度創造了新的世界紀錄，他最終擊敗了1992年與1996年的金牌得主俄羅斯的亞歷山大·波波夫，奪得第2枚金牌。霍亨班德也在50米自由泳與4x200自由泳接力中獲得銅牌。
霍亨班德也被《游泳世界雜誌》（Swimming World magazine）選為2000年年度男子游泳運動員。
在2001年的世錦賽中，霍亨班德分別奪得50米、100米、200米與4x100米自由泳接力，總共獲得4枚銀牌。
在2004年雅典奧運中，他再度於100米自由泳奪得金牌，並在4x100米自由泳接力獲得銀牌。而霍亨班德在200公尺自由泳的世紀對決(Race of the Century)  中面對索普和菲尔普斯的挑戰，在100公尺結束時霍亨班德在前面領先索普，當時霍亨班德的成績超過世界紀錄1秒鐘的時間，不過霍亨班德在最後50公尺處被索普超越，衛冕失敗，但仍領先未來「水神」菲尔普斯，獲得銀牌。 。
雖然霍亨班德曾獲得三枚游泳奧運金牌，但遺憾地他從沒贏得過任何世界游泳錦標賽（長池）冠軍。

## 家庭
妻子米娜琪·斯密特（Minouche Smit）也是前游泳運動員。两人的第一個孩子於2007年6月23日出生。

## 紀錄

### 世界記錄
霍亨班德曾經打破2次游泳項目的世界紀錄。
| 賽事                     | 地點 | 項目        | 名次 | 成績      |
| ------------------------ | ---- | ----------- | ---- | --------- |
| 2000年夏季奧林匹克運動會 | 雪梨 | 100米自由泳 | 金牌 | 47秒84    |
| 2000年夏季奧林匹克運動會 | 雪梨 | 200米自由泳 | 金牌 | 1分45秒35 |

### 歐洲記錄
霍亨班德目前為3個游泳項目的歐洲紀錄保持人，2項為長水道，1項為短水道：
| 賽事                       | 地點   | 項目        | 名次 | 成績      |
| -------------------------- | ------ | ----------- | ---- | --------- |
| 2004年夏季奧林匹克運動會   | 雪梨   | 100米自由泳 | 金牌 | 47秒84    |
| 2002年歐洲游泳錦標賽       | 柏林   | 200米自由泳 | 金牌 | 1分44秒89 |
| 2003年歐洲短水道游泳錦標賽 | 都柏林 | 200米自由泳 | 金牌 | 1分41秒89 |